# Recht van initiatief
Met het recht van initiatief of het initiatiefrecht wordt gedoeld op het recht dat een overheidsorgaan heeft om een wetsvoorstel in te dienen.

## Nederland

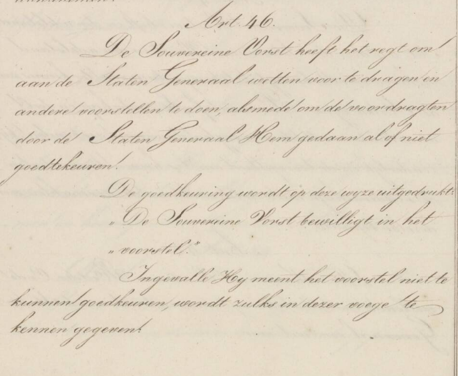
De Grondwet van 1814 kende de Koning het recht toe om 'de voordragten door de Staten Generaal Hem gedaan al of niet goedtekeuren'.

Wetgeving is in Nederland een taak en bevoegdheid van regering en parlement samen. De regering wordt gevormd door de koning(in) en de ministers. Het parlement bestaat uit de Tweede en Eerste Kamer der Staten-Generaal. Naast bijvoorbeeld het begrotingsrecht, het inlichtingenrecht en het recht van enquête is de betrokkenheid bij de totstandkoming van wetten één van de belangrijkste rechten van het parlement. De meeste voorstellen van wet worden ingediend door de regering ('door of vanwege de Koning'). Dat zijn er zo'n 200 per jaar (inclusief alle Begrotings- en slotwetten). 
Maar het initiatief tot het doen van een voorstel van wet kan in Nederland ook uitgaan één of meer leden van de Tweede Kamer. Dat laatste wordt wel een initiatiefwet genoemd, wat niet juist is want het gaat om het initiatief tot het ontwerpen van een wetsvoorstel, kortweg initiatiefvoorstel. 
Het recht van de Tweede Kamer om wetsvoorstellen in te dienen wordt het 'recht van initiatief' van de Tweede Kamer genoemd. Het Tweede Kamerlid maakt het voorstel aanhangig. Pas als het is aangenomen door de Tweede Kamer is het een 'voorstel van wet'.
Het artikel luidt tegenwoordig:
- artikel 82 lid 1: Voorstellen van wet kunnen worden ingediend door of vanwege de Koning en door de Tweede Kamer der Staten-Generaal.

Om te komen tot een door de Tweede Kamer in te dienen voorstel van wet, moet dit door 'een of meer leden aanhangig worden gemaakt' (artikel 82, derde lid Gw). Om dit te doen wordt het initiatief gezonden aan de Voorzitter van de Tweede Kamer. Praktisch gezien betekent dit dat de intiatiefnemer(s) het voorstel sturen aan Bureau wetgeving van de Tweede Kamer. 
De Eerste Kamer heeft als zelfstandig orgaan geen recht van initiatief. Er geldt wel recht van initiatief voor de verenigde vergadering van de Staten-Generaal (Tweede en Eerste Kamer samen).
In 1815 - bij de invoering van het tweekamerstelsel - kwam het initiatiefrecht te liggen bij de Tweede Kamer. Dit initiatiefrecht was tot 1848 de enige manier om de wet te wijzigen. In dat jaar kreeg de Tweede Kamer het recht van amendement.

## Grondwetten 1814 en 1815
Het recht van de Kroon (regering) was  geformuleerd in artikel 46 van de Grondwet voor de Vereenigde Nederlanden van 1814. Het recht tot initiatief van Kamerleden was in artikel 69 van de Grondwet van 1814 opgenomen.
Grondwet 1814
Artikel 46
De Souvereine Vorst heeft het regt om (...) de voordragten door de Staten Generaal Hem gedaan al of niet goed te keuren.
De goedkeuring wordt op deze wijze uitgedrukt:
"De Souvereine Vorst bewilligt in het voorstel."
Ingevalle Hij meent het voorstel niet te kunnen goedkeuren, wordt zulks in dezer voege te kennen gegeven:
"De Souvereine Vorst houdt het gedaan voorstel in overweging."
Artikel 69
De Staten Generaal hebben het regt om aan den Souvereinen Vorst voordragten te doen, en zenden Hem dezelve door eene commissie.
Voor het recht van de Tweede Kamer om zulke voordragten te doen zijn in 1815 duidelijkere procedureregels gegeven in de Grondwet. O.a:
Grondwet 1815
Artikel 115
Zoo zij het gedane voorstel goedkeurt, zendt zij hetzelve aan de Eerste Kamer, bij het volgende formulier: De Tweede Kamer der Staten-Generaal zendt aan de Eerste Kamer het hierbijgaande voorstel, en is van oordeel, dat hetzelve aan den Koning zoude behooren te worden aangeboden.
Artikel 116
Wanneer de Eerste Kamer, na daarover op de gewone wijze geraadpleegd te hebben, het voorstel goedkeurt, zendt zij hetzelve ter bekrachtiging aan den Koning, in dezer voege:
"De Staten-Generaal oordeelende dat het nevensgaande voorstel tot bevordering van 's Lands belangen zoude kunnen strekken, verzoeken eerbiediglijk des Konings bewilliging op hetzelve."
Zij geeft daarvan kennis aan de Tweede Kamer op deze wijze:
"De Eerste Kamer der Staten-Generaal geeft kennis aan de Tweede Kamer, dat zij zich met haar voorstel van den..... betrekkelijk..... heeft vereenigd, en hetzelve namens de Staten-Generaal aan den Koning ter bekrachtiging heeft gezonden."
Het recht van initiatief is dus ouder dat het uit 1848 daterende recht van amendement. In 1887 kregen leden van de Tweede Kamer ook het recht om zelf het initiatief in de Eerste Kamer te verdedigen, nadat de Tweede Kamer het had aangenomen.

## Gang van zaken
Als een of meer Kamerleden een initiatief aanhangig maken, is de eerste vervolgstap dat er advies gevraagd wordt aan de afdeling advisering van de Raad van State. Dit advies wordt eerst verstrekt aan de initiatiefnemers. Het wordt pas gepubliceerd samen met de reactie van de initiatiefnemers op dit advies. Er kan dan ook besloten wordt om te komen tot een gewijzigd voorstel van wet of tot wijziging in de memorie van toelichting. Hierna wordt het wetsvoorstel door de Kamer in behandeling genomen door de meest betrokken Tweede kamercommissie (bijvoorbeeld de algemene commissie voor Volksgezondheid, Welzijn en Sport). Vaak volgt er dan een (of meer) schriftelijke ronde waarbij de commissie die het voorstel van wet behandelt vragen kan stellen. De reactie hierop wordt gepubliceerd.
Als de commissie van mening is dat het initiatiefwetsvoorstel voldoende is voorbereid, wordt het voorstel van wet aangemeld voor plenaire behandeling. Meestal wordt het voorstel dan in enkele ronden plenair behandeld, waarna de Tweede Kamer er over stemt. Tegelijk met de stemming over het wetsvoorstel wordt ook gestemd over eventueel ingediende amendementen van andere Kamerleden. Bij de plenaire behandeling is de minister adviseur namens de regering. Gedurende het proces in de Tweede Kamer kan het voorstel ook worden gewijzigd door de initiatiefnemer(s). Als het voorstel is aangenomen, wordt het als voorstel van de Tweede Kamer naar de Eerste Kamer gestuurd. Daar wordt het op een andere manier behandeld omdat de Eerste Kamer geen recht van initiatief heeft. Meestal wordt het initiatief daar verdedigd door de oorspronkelijke initiatiefnemers. Dat hoeft echter niet het geval te zijn, omdat het nu gaat om een voorstel dat door de Tweede Kamer is ingediend. Een initiatief dat in de Eerste Kamer ligt kan alleen nog ingetrokken worden door een besluit van de Tweede Kamer, niet door degene die het verdedigt (artikel 86 Grondwet). 
Indien het voorstel ook door de Eerste Kamer is aangenomen, volgt bekrachtiging door de regering en op een later te bepalen moment inwerkingtreding. De regering kan bekrachtiging weigeren, maar dit gebeurt in de praktijk hoogst zelden. Het is slechts enkele keren voorgekomen: in 1917 en 1928 rond initiatieven op onderwijsgebied en in 1994 een initiatief over lastenverlichting voor het midden- en kleinbedrijf (MKB). Wel is er soms discussie over, zoals bij een wetsvoorstel over een referendum voor een nieuw Europees Verdrag.
In meer dan 95% van alle gevallen neemt de regering het voortouw bij de totstandkoming van een wet. Dat is niet zo gek; de regering (ministers) kunnen terugvallen op de ambtenaren van departementen om een voorstel te maken. Een lid van de Tweede Kamer krijgt vaak assistentie van het Bureau Wetgeving van de Tweede Kamer. Ook kan ambtelijke bijstand vanuit het ministerie gevraagd worden. Zie voor aantallen aanhangig gemaakte voorstellen van wet bij initiatiefwet. Kamerleden zullen vaker gebruikmaken van hun recht van amendement, ofwel het recht om wijzigingen voor te stellen in een wetsvoorstel.

### Voorbeelden
De volgende belangrijke wetten zijn onder meer tot stand gekomen door een initiatief vanuit de Tweede Kamer:  afschaffing van kinderarbeid (1874), invoering van vrouwenkiesrecht (1919), het raadgevend referendum (2015) en de automatische donorregistratie (2018).

## België
In België heeft zowel de koning, de Senaat als de Kamer van volksvertegenwoordigers een initiatiefrecht ten aanzien van hun bevoegdheden. De koning moet zijn initiatiefrecht steeds uitoefenen in de Kamer (volgens Trias Politica heeft de uitvoerende macht ook initiatiefrecht). De goedkeuringsprocedure is in beide kamers nog steeds een cyclus van vier fasen:
- de algemene bespreking
- de artikelsgewijze bespreking
- de artikelsgewijze stemming
- de stemming over het geheel

Oefent de Senaat of de Kamer zijn initiatiefrecht uit, dan spreekt men van een wetsvoorstel. Doet de koning dat, dan spreekt men van een wetsontwerp. Indien de koning een wetsontwerp indient, moet dit ter advies worden overgezonden naar de afdeling Wetgeving van de Raad van State. Dit is een substantiële vormvereiste, d.w.z. dat de niet-naleving ervan kan leiden tot de nietigverklaring van de wet.

## Andere landen
In andere landen die zijn ingericht volgens de beginselen van de democratische rechtsstaat, kan het wetgevingsproces anders georganiseerd zijn. In Denemarken bijvoorbeeld, is er bij het proces van wetgeving veel meer samenwerking en overleg tussen regering en parlement en hebben betrokken organisaties en burgers het recht schriftelijk commentaar te leveren. Het parlement heeft sterke Kamercommissies om aan wetgeving te werken, daar worden ook de commentaren uit de maatschappij verwerkt.